# Адміністративний поділ Ефіопії

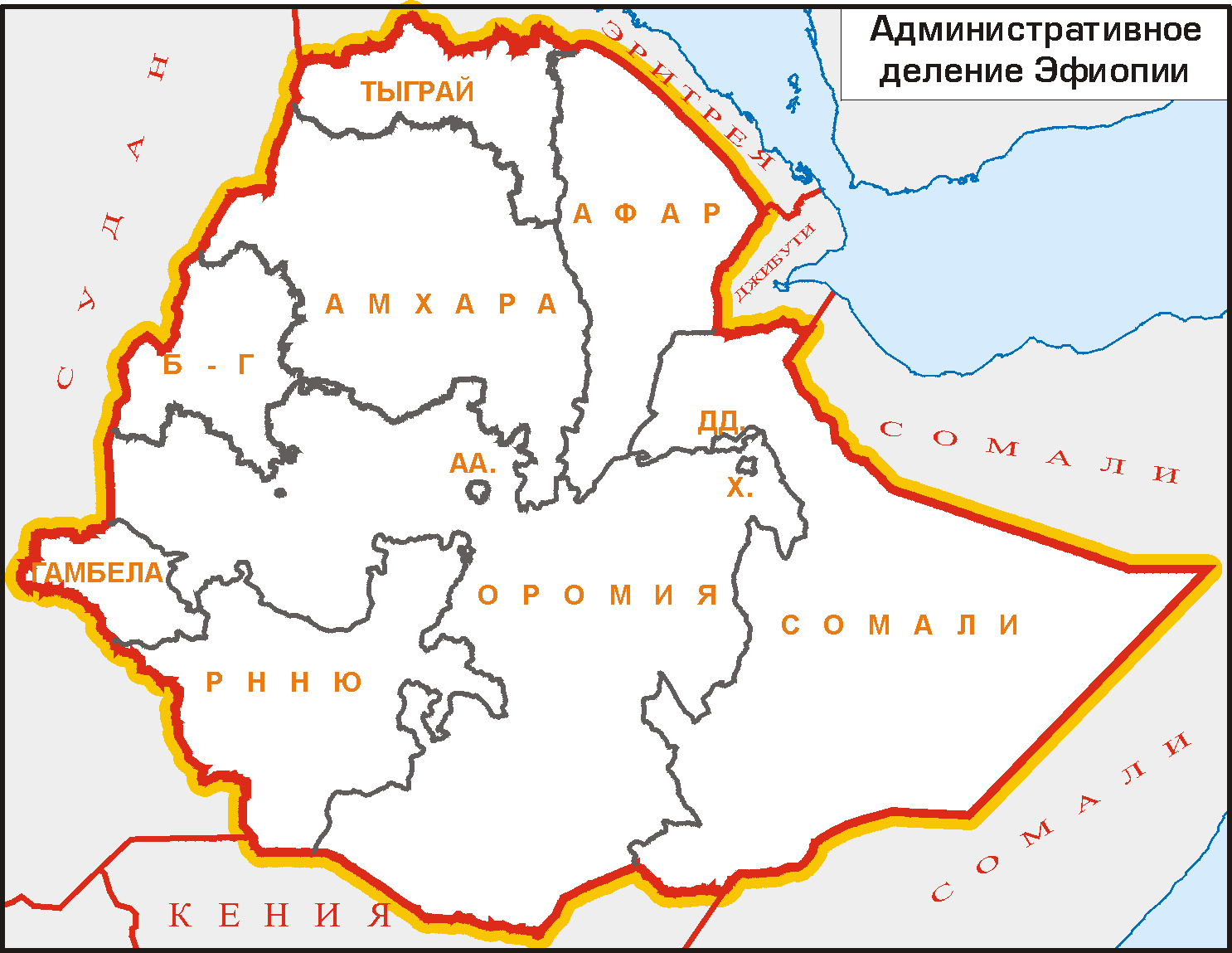
Федеральний устрій Ефіопії

Адміністративно Ефіопія ділиться на 9 регіонів, які також називаються округи або штати, (амх. ክልልkəlləl/киллил, множина kəlləločč/киллилочч). Вони організовані за етнічним принципом. До рівня регіонів прирівняні два міста (амх. yä'städadär akkababi, множина yä'städadär akkababiwočč): Аддис-Абеба та Дире-Дауа.
Регіони діляться на зони (однина амх. ዞን zonə/зони), ті у свою чергу на округи (вореди, амх. ወረዳwäräda), а ті на громади (käbäla/кебела) — найдрібніші одиниці, які об'єднують групи сіл.

## Суб'єкти федеративного устрою Ефіопії
| №  | Прапор | Герб | Регіон | Регіон                                                                                | Адм. центр            | www                                            | Площа, км²     | Населення, осіб (2007) | Густина, осіб/км² |
| -- | ------ | ---- | ------ | ------------------------------------------------------------------------------------- | --------------------- | ---------------------------------------------- | -------------- | ---------------------- | ----------------- |
| 1  |        |      | ET-AA  | Аддис-Абеба Addis Ababa አዲስ፡ አበባ                                                      |                       |                                                | 526,99 (10)    | 2 738 248 (6)          | 5196,02 (1)       |
| 2  |        |      | ET-DD  | Дире-Дауа Dire Dawa ድሬዳዋ                                                              |                       |                                                | 1 558,61 (9)   | 342 827 (9)            | 219,96 (3)        |
| 3  |        |      | ET-AM  | Амхара Amhara አማራ                                                                     | Бахр-Дар Bahir Dar    |                                                | 154 708,96 (3) | 17 214 056 (2)         | 111,27 (5)        |
| 4  |        |      | ET-AF  | Афар Afar አፋር                                                                         | Семеро Semera         |                                                | 72 052,78 (6)  | 1 411 092 (7)          | 19,58 (8)         |
| 5  |        |      | ET-BE  | Бенішангул-Гумуз Benshangul-Gumaz ቤንሻንጉል፡ ጉሙዝ                                         | Асоса Asosa           |                                                | 50 698,68 (7)  | 670 847 (8)            | 13,23 (10)        |
| 6  |        |      | ET-GA  | Гамбела Gambella ጋምቤላ                                                                 | Гамбела Gambella      |                                                | 29 782,82 (8)  | 306 916 (10)           | 10,31 (11)        |
| 7  |        |      | ET-OR  | Оромія Oromia ኦሮሚያ                                                                    | Адама Adama (Nazreth) | [Архівовано 5 січня 2014 у Wayback Machine.]   | 298 164,29 (2) | 27 158 471 (1)         | 91,09 (6)         |
| 8  |        |      | ET-SO  | Сомалі Somali ሱማሊ                                                                     | Джиджига Jijiga       |                                                | 327 068,00 (1) | 4 439 147 (4)          | 13,57 (9)         |
| 9  |        |      | ET-TI  | Тиграй Tigray ትግሬ                                                                     | Мекеле Mekele         | [Архівовано 25 червня 2014 у Wayback Machine.] | 85 366,53 (5)  | 4 314 456 (5)          | 50,54 (7)         |
| 10 |        |      | ET-HA  | Гарарі Harari ሐረሪ                                                                     | Харар Harar           |                                                | 333,94 (11)    | 183 344 (11)           | 549,03 (2)        |
| 11 |        |      | ET-SN  | Народів півдня Southern Nations, Nationalities and Peoples (SNNPR) ደቡብ፡ ብሔሮች፡ ብሔረስቦችና | Ауаса Awasa           |                                                | 105 887,18 (4) | 15 042 531 (3)         | 142,06 (4)        |
|    |        |      |        | Спеціальні зони Special enumerated zones                                              |                       |                                                | 978,40         | 96 570                 | 98,70             |

Регіон Народів півдня іноді також називається регіон Південних національностей, народностей та народів або Південні народи та племена.

## Історія

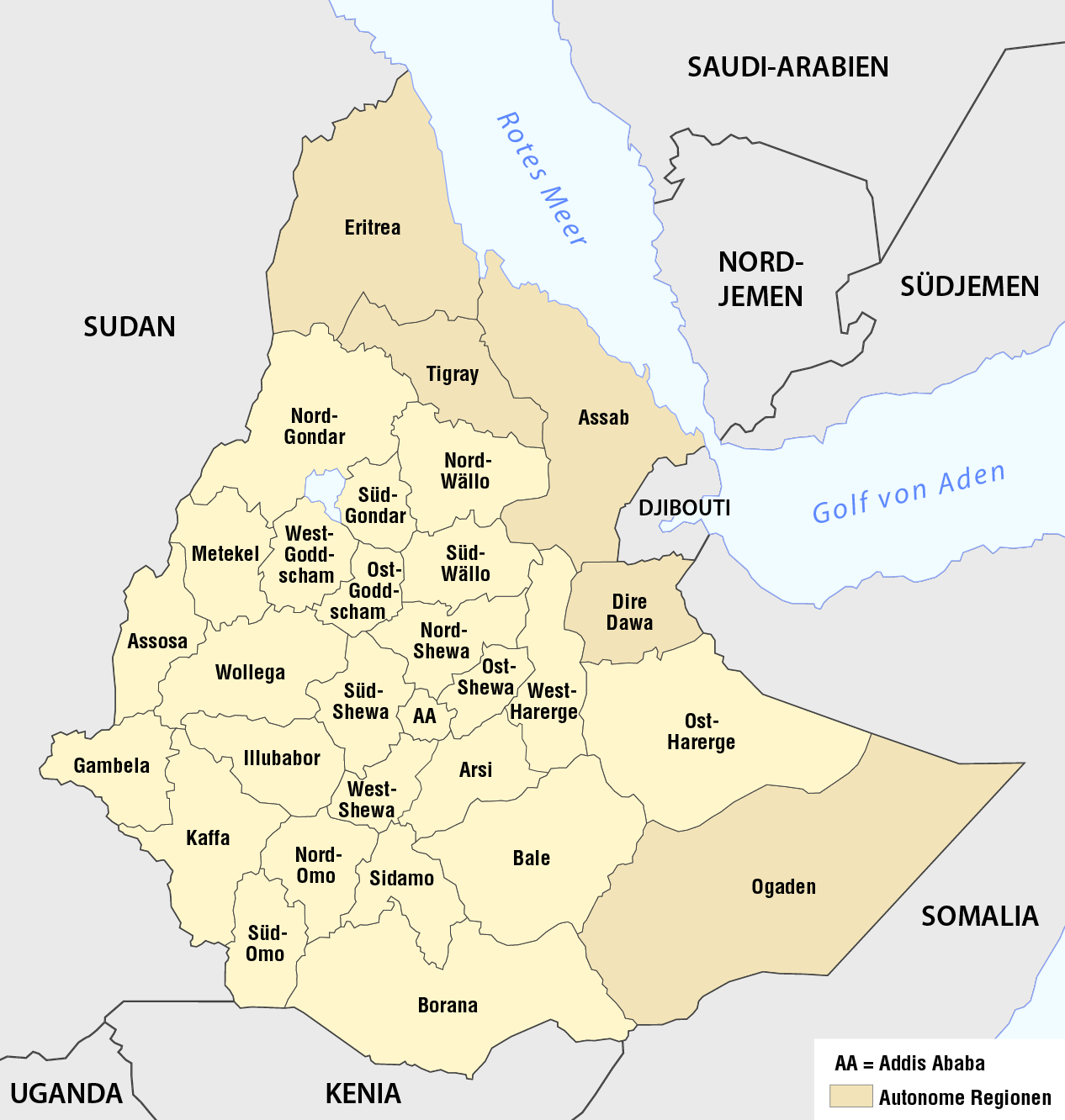
1987–1991

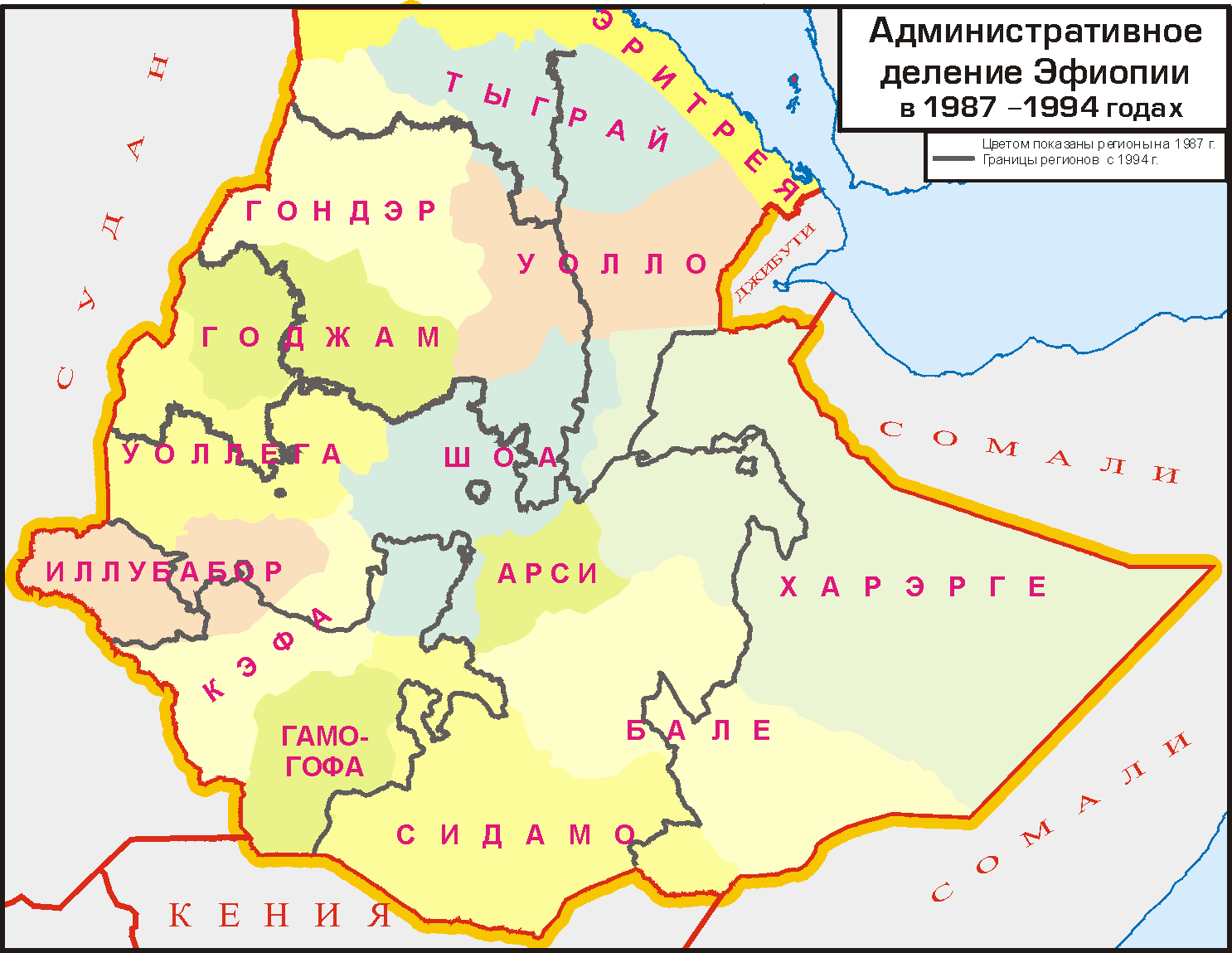

Нинішній адміністративний устрій існує з 1994 року. До цієї назви та склад адміністративних одиниць Ефіопії неодноразово змінювався:
- 1952 року Ефіопія, у складі 12 провінцій, і Еритрея об'єдналися в федерацію.
- 1962 року Еритрея стає 13-й провінцією Ефіопії.
- 1963 року від Харерге була відокремлена провінція Балі.
- 1974 року провінції були перейменовані у регіони.
- 1981 року від Шоа був відділено регіон Аддис-Абеба, а від Еритреї — Ассаб.
- З 1987 року почалися постійні зміни в адміністративному діленні Ефіопії, викликані націольнимі рухами. У вересні країна була поділена на 27 адміністративних і 5 автономних районів (Ассаб, Дире-Дауа, Огаден, Тиграй, Еритрея).
- Ця схема так і не була до кінця втілена, коли 1991 року Ефіопію розділили на 14 автономних районів (Афар, Агев, Амхара, Ассаб, Бенішангул, Еритрея, Гамбела, Gurage-Hadiya-Kambata, Кефа, Омо, Оромо, Сидамо, Сомалі, Тиграй) і 2 міста прирівняних до них.
- 27 травня 1993 року на території Ассаб та Еритреї утворилася незалежна держава Еритрея.
- У грудні 1994 року було прийнято сучасний адміністративний устрій країни.

Таким чином, найбільш тривалим був устрій на провінції (з 1974 — регіони), що тривав з невеликими змінами з 1952 по 1987 (35 років). Тому цей устрій було найвідомішим у світі, й іноді використовується навіть зараз.
Список регіонів (до 1974 — провінцій) на 1987:
- Аддис-Абеба (з 1981 р.)
- Арсі
- Ассаб (з 1981 р.)
- Балі (з 1963 р.)
- Гамо-Гофа
- Годжа
- Гондер
- Іллубабор
- Кефа
- Сидамо
- Тиграй
- Воллега
- Волло
- Харерге
- Шоа
- Еритрея